# П'ятипілля (зупинний пункт)
П'ятипі́лля — пасажирський залізничний зупинний пункт Сумської дирекції Південної залізниці на лінії Баси — Пушкарне.
Розташований неподалік від села Рясне Краснопільського району Сумської області між станціями Краснопілля (14 км) та Пушкарне (5 км).
На платформі зупиняються приміські поїзди.